# Gurgltal
Gurgltal är en dal i Österrike.   Den ligger i förbundslandet Tyrolen, i den västra delen av landet, 400 km väster om huvudstaden Wien.
I omgivningarna runt Gurgltal växer i huvudsak barrskog. Runt Gurgltal är det ganska glesbefolkat, med 35 invånare per kvadratkilometer.